# Gmina Koniusza
Die Gmina Koniusza ist eine Landgemeinde im Powiat Proszowicki der Woiwodschaft Kleinpolen in Polen. Ihr Sitz ist das gleichnamige Dorf.

## Gliederung
Zur Landgemeinde (gmina wiejska) Koniusza gehören Dörfer mit 29 Schulzenämtern:
Biórków Mały
Biórków Wielki
Budziejowice
Chorążyce
Czernichów
Dalewice
Glew
Glewiec
Gnatowice
Górka Jaklińska
Karwin
Koniusza
Łyszkowice
Muniaczkowice
Niegardów
Niegardów-Kolonia
Piotrkowice Małe
Piotrkowice Wielkie
Polekarcice
Posądza
Przesławice
Rzędowice
Siedliska
Szarbia
Wąsów
Wierzbno
Wroniec
Wronin
Zielona